# Bromometano
Il bromuro di metile o bromometano è un alogenuro alchilico derivato dalla sostituzione di un atomo di idrogeno con uno di bromo nella molecola del metano. Da un altro punto di vista è anche l'estere metilico dell'acido bromidrico, la cui formula molecolare è CH3–Br.
A temperatura ambiente un gas incolore, dal tenue odore dolce che ricorda il cloroformio; è un gas combustibile, ma molto difficilmente infiammabile. Le sue proprietà chimiche sono abbastanza simili a quelle del cloruro di metile.

## Origine
Il bromuro di metile è presente sia in natura sia come prodotto di sintesi. Si forma spontaneamente nell'oceano, probabilmente prodotto dalle alghe e sulle terre emerse come prodotto di alcune piante, come ad esempio alcune specie della famiglia delle Brassicacee. Nell'industria chimica è ottenuto per reazione dell'acido bromidrico con il metanolo ed ha impieghi in industria e in agricoltura.

## Impieghi
Prima di essere bandito dal Protocollo di Montréal, il bromuro di metile è stato largamente impiegato come fumigante per la geodisinfestazione, soprattutto nelle colture protette, nel vivaismo e nella produzione di sementi. In questi ambiti, i cicli colturali intensivi e il ritorno frequente della stessa specie agraria sulla medesima superficie, senza un adeguato avvicendamento, causano l'accumulo di fitofagi e parassiti di difficile controllo (funghi agenti di marciumi basali e tracheomicosi, nematodi, insetti terricoli, ecc.). Nella produzione sementiera è inoltre fondamentale evitare l'inquinamento genetico delle sementi prodotte. Il trattamento con bromuro di metile, malgrado la sua pericolosità, ha sempre rappresentato una soluzione efficace e di facile adozione. La sua perdita, sia per l'industria sementiera, sia per altri settori in cui veniva impiegato, ha costretto a modificare le pratiche colturali con l'introduzione di tecniche più impegnative (lavorazioni del terreno, sterilizzazione a vapore, solarizzazione, ecc.).
Il bromuro di metile è stato impiegato anche per scopi generali come fumigante, ad esempio per la disinfestazione delle derrate alimentari, per le derattizzazioni, per la disinfestazione delle partite di legname. È inoltre un precursore per la produzione industriale di altri composti organici ed è stato usato come solvente per l'estrazione dell'olio dai semi e per lo sgrassamento della lana.
Mentre il Protocollo di Montreal imponeva accordi restrittivi per l'uso del bromuro di metile su scala internazionale, gli Stati Uniti d'America peroravano per la deroga delle bromurazioni: nel 2004, l'ultimo anno da cui è possibile ottenere dati ufficiali, sono stati distribuiti oltre 3000 tonnellate di bromuro di metile nei terreni della California, secondo le statistiche ufficiali del California Department of Pesticide Regulation.

## Impatto ambientale
Il bromuro di metile fa parte dei prodotti banditi dal protocollo di Montréal come responsabili dell'assottigliamento dello strato di ozono dell'atmosfera. Dato che il bromo è 60 volte più distruttivo del cloro, anche il rilascio di modesti quantitativi di bromuro di metile è causa di danni considerevoli allo strato dell'ozono. Attualmente è ancora consentito l'uso in deroga al protocollo di Montreal.
Il bromuro di metile si usava anche per la gestione dei tappeti erbosi nei campi di golf. Malgrado gli allarmi e le finalità del protocollo di Montreal, il governo degli Stati Uniti d'America ha permesso usi in deroga anche nel settore del golf, dal momento che il fumigante si rivela efficace nella cura dei tappeti della gramigna rossa nei campi dell'Alabama.

## Impatto sulla salute
L'inalazione in alte concentrazioni per tempi brevissimi produce cefalee, vertigini, nausea, vomito e debolezza; a questi sintomi possono fare seguito stati intensi di eccitazione nervosa, convulsioni, ecc. Un'esposizione più prolungata a basse concentrazioni causa affezioni ai bronchi e ai polmoni.
Allo stato liquido il bromuro di metile è caustico per la pelle, provoca prurito e arrossamento e, dopo diverse ore, la comparsa di bolle. Sia il liquido sia il gas sono particolarmente dannosi agli occhi.
I limiti letali per l'uomo variano da 1600 a 65000 ppm, in funzione dei tempi di esposizione.
Le affezioni respiratorie, renali e neurologiche colpiscono la maggior parte delle persone. Sull'uomo non sono stati riscontrati casi di affezioni gravi a carico del sistema nervoso da esposizioni di lunga durata a bassi livelli, tuttavia test condotti su conigli e scimmie hanno messo in evidenza la comparsa di lesioni classificabili da moderate a gravi.

## Fonti e degradazione del bromuro di metile
Fonti di bromuro di metile sono le produzioni oceaniche, la combustione di biomasse e di carburanti al piombo, le emissioni da parte di piante e paludi e le fumigazioni praticate per la sterilizzazione dei terreni, delle derrate, delle strutture.
Il principale fattore di degradazione è la decomposizione fotochimica nell'atmosfera (per reazioni con radicali ossidrilici, OH, e reazioni di fotolisi ad altitudini elevate). A questo si aggiungono le perdite nel terreno, la degradazione chimica e biologica negli oceani e l'assorbimento biologico da parte delle piante.